# Українські періодичні видання у Німеччині 1919—1945 рр.
Українські періодичні видання у Німеччині 1919—1945 рр.:
- «Der Slavische Osten” (1934 р.),
- «Die Ukraine” (1933 р.),
- «Osteuropдische Korrespondenz” (1924—1934 рр.) у Берліні,
- «Ukraine-Bericht” (1930 р.).
- «Ukrainische Korrespondenz”.
- «Ukrainische Kulturberichte” (1933—1939 рр
- «Ukrainischer Pressedienst”, 1931—1934, 1937—1939 рр.)
- «Авторемісник”, 1941 р
- «Будівництво” (Берлін, 1944 р.)
- «Бюлетень Видавництва Української Молоді”,
- «Бюлетень Вищого Проводу Гетьманського Руху” (1944 р.),
- «Бюлетень Гетьманської Управи” (1929—1936 рр.),
- «Бюлетень Головної Управи УНО в Німеччині” (1941—1942 рр.),
- «Бюлетень Української Громади в Німеччині” (1939 р.),
- «Бюлетень Централі Націоналістичної Організації Українських Студентів (ЦНОУС)” (1943—1944 рр.)
- «Військовий Вісник” (1927—1929 рр.),
- «Вісти Українського Наукового Інституту в Берліні” (1933—1938 рр.)
- «Вісті” (Берлін, 1943—1944 рр.)
- «Воєнно-Науковий Альманах” (1944 р.)
- «Вояцька Слава” (Вустрау, 1944 р.)
- «Голос Українського Робітника” (1932—1933 рр.),
- «Голос” (Берлін, 1939—1945 рр.).
- «Господарська Прилога” до «Української Дійсності” (1942 р.),
- «Дозвілля” (Берлін; Пляуен, 1943—1944 рр.)
- «Европейська Інформаційна Служба (ЕВІНС)” (1939—1941 рр.),
- «За нову Европу” (Берлін, 1944 р.)
- «За Україну” (1945 р.),
- «Земля” (1944—1945 рр.),
- «Інформаційний листок” (1933 р.)
- «Іскра” (1941 р.),
- «Комунікат пресового відділу Гетьманської Управи” (1937—1938 рр.)
- «Комунікат Української Громади в Німеччині” (1935—1936 рр.),
- «Літопис політики, письменства і мистецтва”,
- «На відсіч!” (1939—1940 рр.).
- «На шахті” (Дортмунд, 1942—1945 рр.),
- «Націоналістична Пресова Служба” (1938—1939 рр.; згодом виходив у Римі).
- «Нація в Поході” (1939—1941 рр.)
- «Наша сила” (1944 р.)
- «Нова Доба” (Берлін, 1941—1944 рр.)
- «Нове Слово” ( Берлін)
- «Робітнича єдність” (1929 р.),
- «Сміхомет” (1923—1938 рр.)
- «Третя Німеччина” (1934 р.)
- «Тризуб” (1945 р.),
- «Україна” (Вустрау, 1943—1944 рр.).
- «Українець” (Берлін, 1942—1944 рр.)
- «Українська Газета” (1929—1931 рр.),
- «Українська Дійсність”, 1940—1945 рр
- «Українська Пресова Служба”, 1931—1934, 1937—1939 рр.)
- «Українське Слово”, (Берлін)
- «Український Вісник”
- «Український Доброволець” (1943—1945 рр.),
- «Український Козак”
- «Український Прапор” (1923—1932 рр.).
- «Український Робітник” (1928—1931 рр.),
- «Український робітник” (1941 р.),
- «Хлібороб” (Берлін, 1943—1944 рр.) — сільськогосподарський додаток до «Українця”
- «Чорноморе” (1925—1927 рр.) у Данціґу
- «Шершень” (1944 р.);
- «Шлях”,
- «Щипавка” (1941—1942 рр.),
- «Вітрила”, (1942 р.),
- «Шлях”